# Grand Prix d'Ouverture La Marseillaise 1981
Il Grand Prix d'Ouverture La Marseillaise 1981, conosciuto anche come Grand Prix de Bessèges, seconda edizione della corsa, si svolse il 2 febbraio 1981 su un percorso di 125 km, con partenza da Bessèges e arrivo a La Grand-Combe, in Francia. La vittoria fu appannaggio del belga Jan Bogaert, che completò il percorso in 2h47'00" oppure in 3h25'00", alla media di 44,910 km/h oppure di 36,585 km/h, precedendo i francesi Pascal Poisson e Pierre-Henri Menthéour.

## Ordine d'arrivo (Top 10)
| Pos. | Corridore              | Squadra | Tempo |
| ---- | ---------------------- | ------- | ----- |
| 1    | Jan Bogaert            | Vermeer | ?     |
| 2    | Pascal Poisson         | Renault | ?     |
| 3    | Patrick Hosotte        | Sem     | ?     |
| 4    | Stefan Mutter          | Cilo    | ?     |
| 5    | Jan Raas               | TI      | ?     |
| 6    | Pierre-Henri Menthéour | Miko    | ?     |
| 7    | Jean-Paul Hosotte      | Sem     | ?     |
| 8    | Ad Wijnands            | TI      | ?     |
| 9    | Aad van den Hoek       | TI      | ?     |
| 10   | Ludo Peeters           | TI      | ?     |